# إيليزا شنايدر
إيليزا جين شنايدر (بالإنجليزية: Eliza Jane Schneider)‏ هي ممثلة ومغنية وكاتبة أغاني ومؤدية صوتية ومسرحية وعالمة نطق أمريكية ولدت في يوم 3 فبراير 1978 لعائلة يهودية، بدأ التمثيل في سنة 1992، شاركت في الأداء الصوتي لعدة شخصيات في ألعاب الفيديو والرسوم المتحركة مثل لعبة براي وأساسنز كريد: برذرهود وأساسنز كريد: ريفليشنز وأساسنز كريد 3 وغراند ثفت أوتو 5.

## روابط خارجية
- إيليزا شنايدر على موقع IMDb (الإنجليزية)
- إيليزا شنايدر على موقع ألو سيني (الفرنسية)
- إيليزا شنايدر على موقع أول موفي (الإنجليزية)
- إيليزا شنايدر على موقع ديسكوغز (الإنجليزية)
- إيليزا شنايدر على موقع قاعدة بيانات الفيلم (الإنجليزية)
- إيليزا شنايدر على موقع كينوبويسك (الروسية)